# ソビエト連邦における強制移送
ソビエト連邦における強制移送 (ロシア語: Депортации народов в СССР)では、1930年代から1950年代にかけてヨセフ・スターリンがNKVD長官のラヴレンチー・ベリヤに命じて実行したソ連における民族や階級単位での人々の強制移住政策について述べる。これらの強制移送はクラーク（富農）の追放など"反ソビエト的な"人々の強制移送、民族そのものの強制移住、労働力移転、民族浄化が行われた地域への新たな入植などのために行われた。 
多くの場合、移送先は辺境の過疎地であった。(詳しくはソビエト連邦における強制居住地を参照) また、これらの移送には非ソビエト国民をソ連領外に追放する移送も含まれる。国内間での強制移送は全体で少なくとも600万人に対して行われたと推定されている。1930年 - 1931年には180万人のクラーク、1932年 - 1939年には農民と少数民族中心に合計100万人、1940年 - 1952年には少数民族を中心に350万人もの人々が強制移送の対象となっている。
ソ連の資料によれば、39万人ものクラークが強制移送の最中に命を落とし、1940年代に最大40万人の人々が死亡したとされている。しかし、フランスの歴史家であるNicolas Werthは、約100〜150万人が強制移送によって亡くなったとしている。同時期の歴史家でも強制移送は人道に対する罪や民族の迫害であるとしている。ソビエト連邦の崩壊直前の1991年4月26日にソビエト連邦最高会議は、ボリス・エリツィン議長の下で抑圧された人々の名誉回復のための法で"スターリンの政策は名誉棄損でジェノサイドにあたる"と非難した。クリミア・タタール人追放とチェチェン人とイングーシ人の追放について、ウクライナ、ラトビア、リトアニア、カナダなどの国々やヨーロッパ議会でジェノサイドの認定を受けている。
さらに、バルト諸国占領の際や第二次世界大戦後における東欧からのドイツ人追放の際にはソビエトによる追放や虐殺、強制収容所への抑留や強制労働によって、それぞれ5万人、30〜36万人が亡くなっている。

## 社会階級による強制移送
クラークはロシア帝国末期の時代に登場した比較的裕福な自営農家であった。クラークとみなされた人は弾圧され、強制移送の対象となった。
1951年9月5日にはソビエト政府は"コルホーズへの敵対的行動"を理由としてリトアニアSSRからのクラークの追放を命じている。
多くのクラークとみなされた人々はその国籍によらずシベリアや中央アジアに移送された。1990年公開のソ連の公文書では、1930年から1931年の2年間には1,803,392人が労働入植地や強制労働収容所に送られたが、追放先に着いたのは1,317,022人としており、さらに1931年以降も小規模ながらクラークの追放が続き、1932年から1939年の間に389,521人のクラークやその親族が亡くなったとしている。一方で、1,679,528〜1,803,392人の人々が追放されたとの控えめな推定や1937年までに1,500万人の人々が追放されたとの推定も存在しており、正確な強制移送された人数やそれに伴う死者数は不明である。

## 民族移送政策
ボリシェビキはロシア革命では民族自決と地方自治を提唱し、1917年11月15日の「ロシア諸民族の権利に関する法令」を公布した。しかし、これはのちに反故にされた。
革命前にはスターリンも民族自決と地方自治を提唱していた。しかし、やがてスターリンは「ソビエト民族」と「外国」民族を峻別し、ソ連国境の民族を敵視していった。ソビエトのドイツ人はナチス支持者で、ソビエトの朝鮮人は日本帝国の支持者で、ソビエトのポーランド人はピウスツキ率いるポーランドの手先とみなされ、スターリンの戦争恐怖症とスパイ恐怖症は、『人民の敵』をでっちあげ、これを抹殺することに熱中していった。
1930年代にいわゆる「人民の敵」と呼ばれる人々はクラークのような社会階級的なものから民族的なものへと変わっていった。スターリン政権下では問題を起こす可能性のある民族の排除が行われていった。1937年以後、スターリンは「大ロシア民族」が他の民族より優位にあると主張した。
スターリン政権下ではポーランド人（1939年 - 1941年、1944年 - 1945年）、コラ・ノルウェー人（1940年 - 1942年）、ルーマニア人（1941年、1944年 - 1953年）、エストニア人、ラトビア人、リトアニア人（1941年、1945年 - 1949年）、ヴォルガ・ドイツ人（1941年 - 1945年）、イングリア・フィン人（1929年 - 1931年、1935年 - 1939年）、カレリアのフィン人（1940年 - 1941年、1944年）、クリミア・タタール人、クリミアのギリシャ人（1944年）、コーカサスのギリシャ人（1949年 - 1950年）、カルムイク人、バルカル人、クリミアのイタリア人、カラチャイ人、メスヘティア・トルコ人、カラパパク人、朝鮮人（1930年 - 1937年）、チェチェン人、イングーシ人（1944年）が強制移送の対象となった。 

### 戦前（1939年まで）

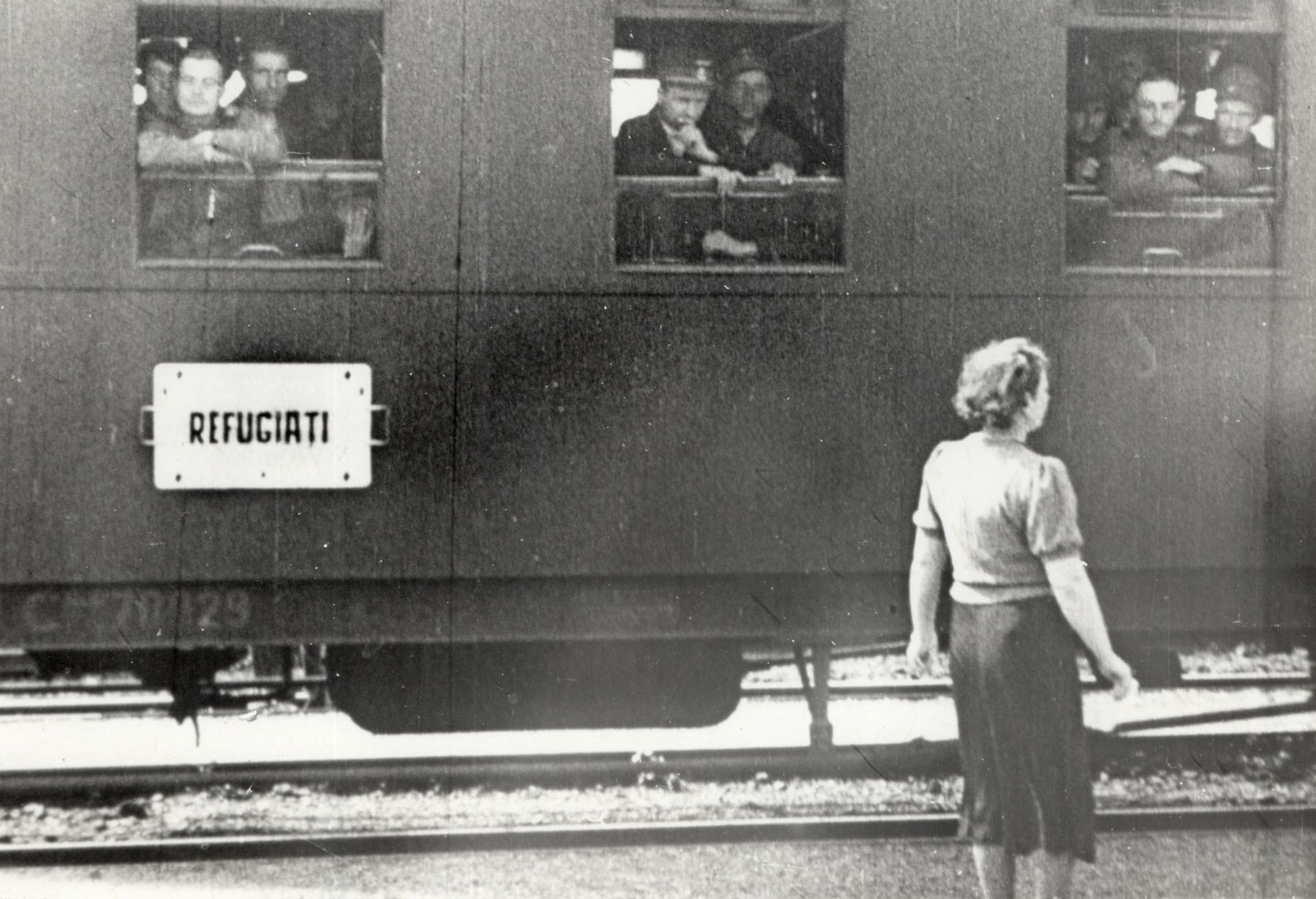
ソビエト連邦のベッサラビアおよびブコヴィナ地方北部の占領によるルーマニア人避難民

1932-33年、ポーランド人とドイツ人のおよそ15万の家族、合わせて約50万人が逮捕されて特別移住地に強制移住させられ、すでに住んでいたクラークと『非社会的分子』に合流させられ、多くの強制移住者は流刑地で死んだ。
1935年から1938年にかけては10の民族が追放された。 独ソ戦中にはソ連領内での民族浄化が激化した。

#### 朝鮮人の追放
ソビエト連邦における朝鮮人の強制移住では、1930 - 1937年に沿海州などの極東ロシアに住む朝鮮民族のほぼ全員（171,781人または17万5000人）がカザフSSRやウズベクSSRに追放され、ソビエト連邦において初の大規模な強制移送となった。1937年8月から9月にかけて朝鮮人を日本のスパイとして中央アジアに強制移住させたことは、のちの独ソ戦後のドイツ人追放、ドイツ後退後に「対独協力」とされたチェチェン人やクリミア・タタール人の強制移住の原型となった。

#### 大粛清中のポーランド人、ドイツ人の追放
1937-1938年の大粛清は、民族をも不均等に襲い、ソ連に住む外国人は、「母国」のスパイとみなされた。ドイツ系ソビエト市民は65000-6万8000人が逮捕され、4万3000人が死刑宣告され、処刑された。ヴォルガ・ドイツ共和国は特別な弾圧の対象とはされなかったが、ポーランド人は全家族が逮捕され、女性はグラーグへ送られ、15歳未満の子供はNKVD孤児院に収容、14万4000人がこのポーランド人狩りで逮捕され、うち11万1000人が銃殺された。スターリンは、1938年にポーランド共産党を解体し、指導者を銃殺あるいは流刑に処し、KVDのポーランド系職員も多くが粛清された。ソ連にいたドイツ共産党員はナチスに引き渡され、その多くはナチスの収容所で死亡した。こうしたスターリンによる第五列排除のための民族狩り作戦全体で35万人が逮捕され、うち24万7000人が銃殺された。

### 西方の領土の併合期（1939年 - 1941年）
1939年の独ソ不可侵条約の付属秘密議定書により、ソ連はエストニア、ラトヴィア、リトアニア、東部ポーランド（西ベラルーシと西ウクライナ）、ベッサラビア（モルドヴァ）を占領した。なお、秘密議定書についてソ連は89年まで否定し続けた。

#### 東部ポーランド
1939年のソビエト連邦によるポーランド侵攻により旧ポーランド領の一部がベラルーシSSRとウクライナSSRに併合された。この併合された地域に住む住民145万人が1939年 - 1941年に強制移住の対象となった。 1940-41年だけで東部ポーランドの住民30万人が極北、シベリアなどへ強制移送させられた。
ポーランドの歴史家で社会学者のTadeusz Piotrowskiによれば、そのうち63.1%がポーランド人で、7.4%がユダヤ人であったとされる。以前はポーランド人の強制移住による死者は100万人程度と言われていたが、1939年 - 1945年に強制移送によって亡くなったポーランド人は35万人程度であると推定されている。
同時期に起こったカティンの森事件ではポーランド軍将校ら2万1857人が、NKVDによって虐殺された。ロシア・ソビエトは、西スラヴ民族のポーランド人を貴族（パン）であり、危険で搾取する信用できない隣人とみなしており、ネイマークはこの事件を「20世紀史におけるもっとも明快なジェノサイド事件の一つ」とみなす

#### バルト諸国
ソ連によるリトアニアからの強制追放、ソ連によるラトビアからの強制追放、ソ連によるエストニアからの強制追放もそれぞれ参照。
同時期にソビエト連邦によるバルト諸国占領によってソビエトに占領、編入されたリトアニアSSR、ラトビアSSR、エストニアSSRでも、強制移送が行われた。1940-41年にソビエト国家に併合されると、エストニアからは6000人、ラトヴィアから17000人、リトアニアから17500人が強制移住させられた。バルト諸国では反ソ連ゲリラが活動し、1945年の段階で、リトアニア共和国で3万、ラトヴィアで1万5000人、エストニアで1万5000人が抵抗し、ソ連は弾圧に8年以上要した。
1939-1949年の間で強制移住の被害者総数はエストニア3万2540人、ラトヴィア5万2541人、リトアニア11万8599人にのぼる。1940年 - 1953年の期間で計算すると、推定20万人以上の人々がバルト諸国から強制追放され、少なくとも7.5万人がグラグに送られ、これはバルト諸国の全成人人口の10%が強制移送や強制収容所への収容の対象となったということになる。
1989年にはラトビアのラトビア人は52%に過ぎなくなり、エストニア国内のエストニア人も62%に過ぎなくなっていた。他方、リトアニアではリトアニアへの移民が東プロイセン (現在のカリーニングラード州)に移動したためリトアニア国内のリトアニア人の比率は比較的高かった。

#### ルーマニア人
同様にソビエト連邦のベッサラビアおよびブコヴィナ地方北部の占領に伴い、チェルニウツィー州やモルダヴィアSSRのルーマニア人20〜40万人も強制移送の対象となった。

### 独ソ戦期（1941年 - 1945年）

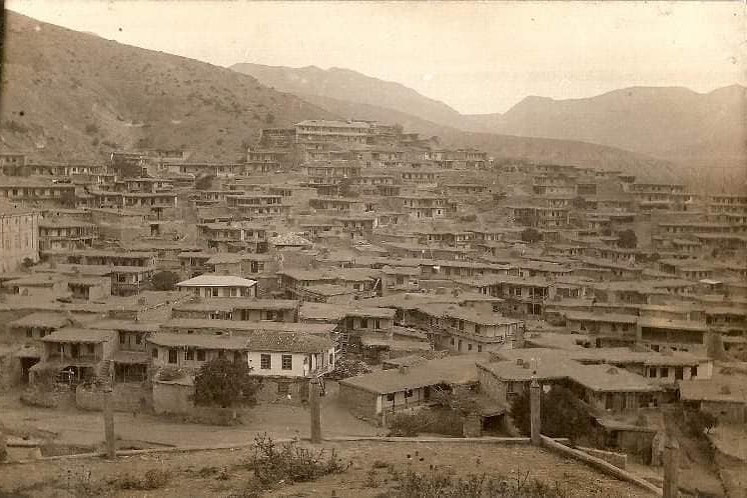
クリミア・タタール人追放により無人となったクリミア・タタール人の集落Üsküt (1945年撮影)

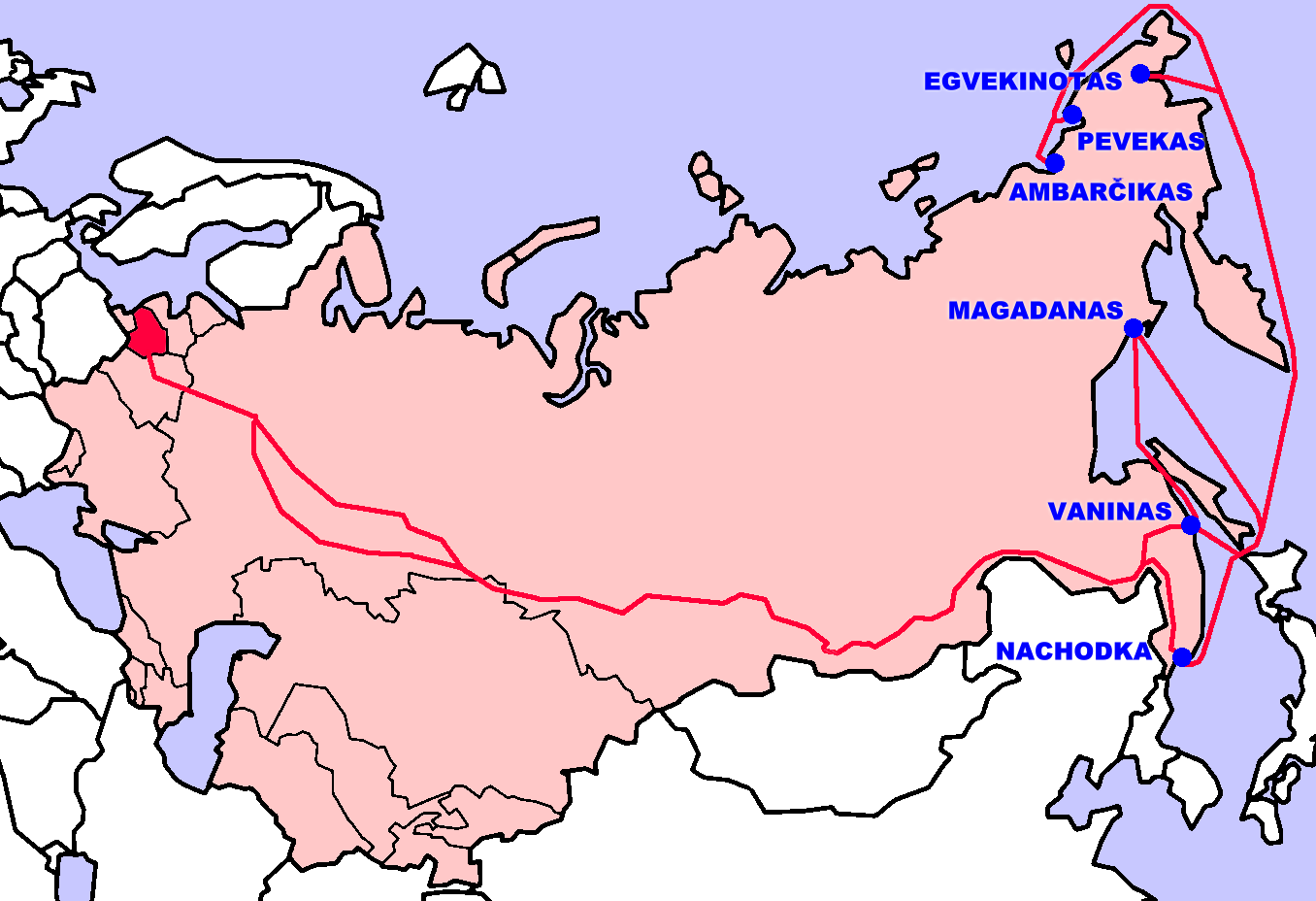
リトアニアから極東への強制移送のルート

独ソ戦の間にもソビエトによって強制移送が行われた。この時期には約190万人がシベリアや中央アジアに送られている。これらの強制追放は一民族がナチス・ドイツや反ソビエトの抵抗勢力と結託することを恐れたものであった。また、1945年5月の戦勝記念日にスターリンはロシア民族はソ連の指導的民族であると述べ、大ロシア主義をかざした。
この時期にはヴォルガ・ドイツ人や、クリミアや北コーカサスに住むクリミア・タタール人、カルムイク人、チェチェン人、イングーシ人、バルカル人、カラチャイ人、メスヘティア・トルコ人などが強制追放の対象となった。黒海沿岸から強制移送させられたそのほかの少数民族にはブルガリア人、クリミアのギリシャ人、ルーマニア人、アルメニア人がいた。

### 北カフカース
1943年11月から44年3月にかけて、北カフカースでドイツ軍を追い払った後、カラチャイ人、チェチェン人、イングーシ人、カルムイク人あわせて65万人が民族根こそぎ、追放された。

### クリミア・タタール人追放
約183,000人ものクリミア・タタール人の内、全人口の10％にあたる2万人がドイツ軍の大隊に所属していた。そのため、多くのクリミア・タタール人がドイツ軍敗退後、集団懲罰的にウズベクSSRやそのほか辺境地の特別収容所に強制的に移送された。1944年5月に、スターリンによりクリミア・タタール人は対独協力の嫌疑をかけられ、約20万人の全民族が中央アジアやウラル、シベリアに強制移住を余儀なくされた。強制移住の過程で、クリミア・タタール人19万人のうち7万人から9万人が死亡した。30万人が追放され、途中で10万人以上が死亡したともいう。
NKVDのデータによれば、追放後1年半後の死亡率は20%近くに上ったとされる。一方クリミア・タタール人の活動家によれば、クリミア・タタール人追放の場合では46%近くが死亡したという。
ヴャチェスラフ・モロトフはこの強制移送に関する決定について"事実、戦いの最中に集団反逆の報告を受けていた。コーカサス人の大隊が前線で我々の背後から攻撃を行った。これは生死の問題である以上、調査の時間はなかった。もちろん罪なき人々も苦しんだ。その状況を踏まえれば、我々の行動は正しかったと思う。"と正当化した。

### 戦後
第2次世界大戦後、ドイツ人追放によってドイツ人がオーデル・ナイセ線以東やチェコスロバキア、ユーゴスラビアからドイツ本国へ送還となった。 
1974年のドイツ政府による調査によれば、ドイツ人追放により1945年から1948年にかけてドイツ民間人のうち60万人が死亡し、そのうちオーデル・ナイセ線以東では40万人が死亡したとされる(その内訳はソ連軍やポーランド人の直接的な暴力行為により12万人、ポーランド領内の強制収容所における飢えや病気などで6万人、ソ連領内の強制収容所における飢えや病気などで4万人、ソ連での強制労働に伴い犠牲となった民間人20万人であるとされる。)。
ドイツ人が追放された旧ドイツ東部領土のうち戦後カリーニングラード州となった領域には主にロシア人などのソビエト国籍者が移住した。
また、ポーランドとウクライナの間では住民交換が行われた。ポーランド・ソ連国境の東側に住む約210万人のポーランド人がポーランドに送られ、国境の西側に住むウクライナ人がウクライナSSRに送られた。1944年から1946年までに約45万人ものウクライナ人がウクライナに移住したが、1945年までに移住したウクライナ人には自発的にポーランド南東部を去った者もいたといわれる。
強制移送によって1953年1月までにはカザフスタンには444,005人のドイツ人、244,674人のチェチェン人、95,241人の朝鮮人、80,844人のイングーシ人などの入植者が大勢おり、カザフ人はカザフSSRの人口の30%にすぎなかった。

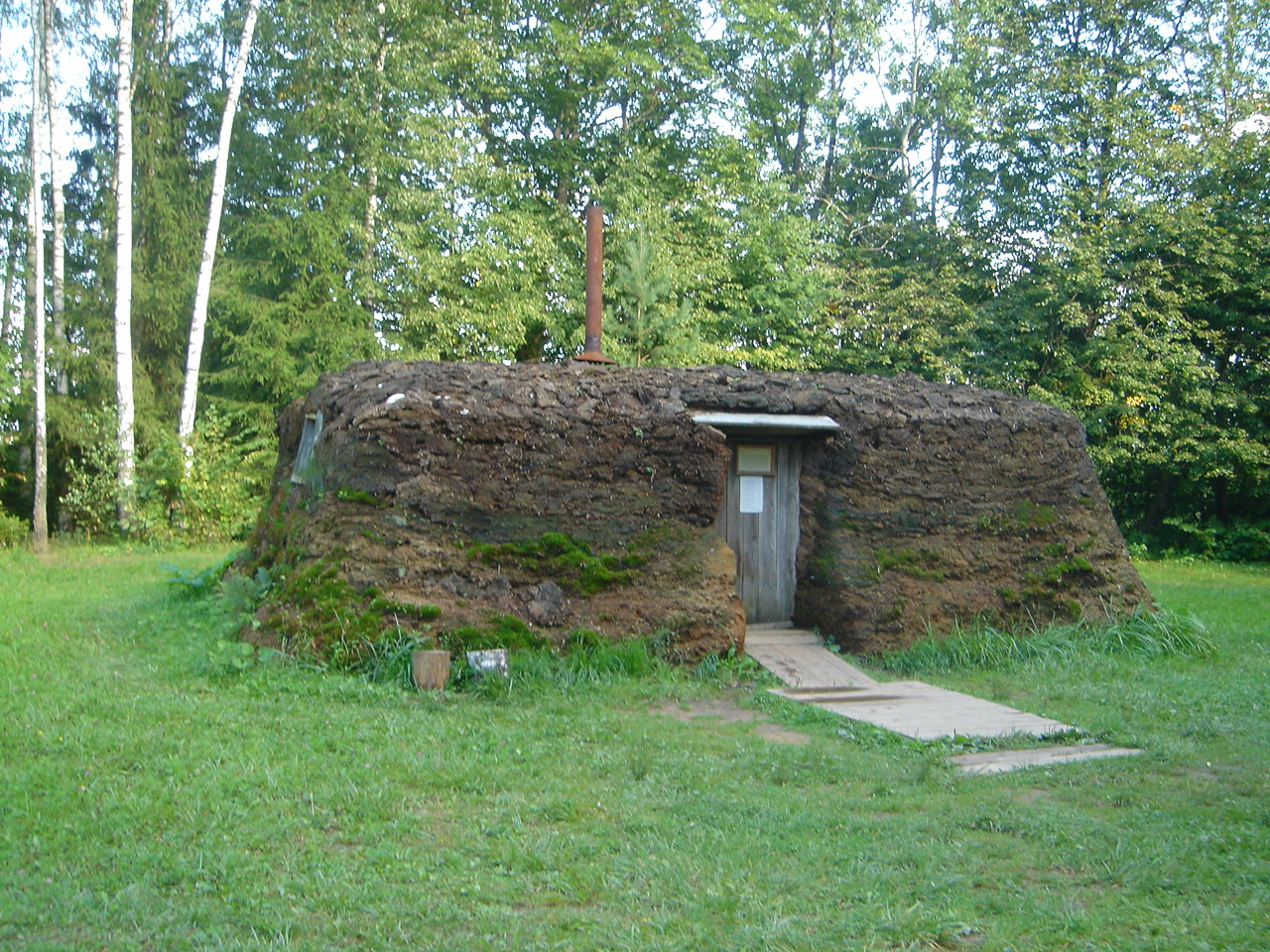
シベリアに追放された者の住居(リトアニアのRumšiškėsにある博物館で展示

これらの大規模な諸民族の強制移送により、スターリンは第二次世界大戦の直前期から戦後にかけて、ソビエトの民族分布に大きな影響を与えた。
1941年から49年にかけては330万人近くの人々がシベリアや中央アジアに強制移送されている ある概算によると、移送された人の43%が感染症と栄養失調で死んだという。

## スターリンの死後
1956年2月、ソ連第3代最高指導者のニキータ・フルシチョフよる秘密報告「個人崇拝とその結果について」において強制移送がレーニン主義の原則に反するとし、次のように非難した: 
| 「 | なおさら残忍なのは、ソビエト連邦の原則であるレーニン主義に反し、スターリンが発起した法令である。全国のあらゆる場所の出身地からの大規模な追放について言及しよう... この移送行為はいかなる軍事的な配慮によって支持された者でもなかったのである。というのも、既に1943年末には前線に安定な突破口をつくることができたが、 すべてのカラチャイ人を住処から追放する決定が下され、実行された。同時期の1943年12月末にはカルムイク自治ソビエト社会主義共和国の全住民が同じ運命となった。3月にはすべてのチェチェン人やイングーシ人が追放され、チェチェン・イングーシ自治ソビエト社会主義共和国は廃止された。1944年4月、全てのバルカル人がカバルダ・バルカル自治ソビエト社会主義共和国から追放され、共和国はカバルダ自治ソビエト社会主義共和国に変名された。 | 」 |

1965年付のソ連内務省の秘密報告によれば、1940年から1953年の期間に、モルドバから46,000人、ベラルーシから61,000人、ウクライナから571,000人、リトアニアから119,000人、ラトビアから53,000人、エストニアから33,000人が強制移送されたとされている。

## 労働力移転
懲罰としての強制移送はグラグによって行われ、移送者はソ連の辺境かつ過疎の地域への入植のために強制移住地へと送られた。また、勧誘によって労働力を確保するという手段も取られ、特に強制移住地では再移住を望む人々が多く、いつものように労働力確保のための勧誘が行われていた。その一例として、ドンバス地域の鉱山やクズバス地域の鉱山の労働力が労働力確保のための勧誘によって補填されていた。
以下に労働力の移転が行われた事例を示す。
- Twenty-five-thousanders（英語版） - 1930年代初頭に共産党によって、コルホーズの生産性を向上させるため地方へと送られたソビエト国内の主要工業都市の労働者[58]
- NKVDの労働隊（英語版） - 主にソビエトとの交戦国に関連した民族(在ソビエト・ドイツ人など)出身の市民から組織される武装された労働隊[59][60]
- ソビエト連邦における処女地開拓（英語版）
- バクー油田の石油産業労働者の労働力移動 -  独ソ戦中の1942年10月、バクー油田の労働者1万人が家族と共に石油の産出が見込まれる地域に移住となった。

## 第二次世界大戦後の本国帰還
1945年5月の欧州における終戦後、キールハウル指令によって数百万人のソビエト市民がその意思によらずソビエトへ本国送還となった。これは1945年2月11日のヤルタ会談によりソ連とアメリカ合衆国、イギリスとの間で本国送還に関する合意書が締結された事による。
この協定によって、1945年から1947年の間に全てのソビエト市民が本人の意思に関わらず、強制的に本国送還となった。連合国当局はヨーロッパ駐留軍に何百万人もの旧ソ連居住者をソ連に送還するように命じた。その中にはドイツに協力した者や、ロシアを離れて久しく、他国の国籍を取得したものも大勢いた。
第二次世界大戦の終結時にはソ連からの避難民500万人がドイツで捕らわれの身となっていた。その内、300万人がドイツや東方の占領地で強制労働させられていたオスト・アルバイターであった。
捕虜として生き残っていた約150万人とオスト・アルバイター、その他のソビエト出身の避難民総計400万人以上がソ連に本国送還となった後、NKVDの特別収容所に送還となった(なお、グラグとは別の強制収容所である)。1946年までに80%の民間人と20%の元捕虜が解放され、5%の民間人と43%の元捕虜は再徴兵され、10%の民間人と22%の元捕虜は労働大隊に送られ、2%の民間人と15%の捕虜はNKVD、すなわちグラグに送られた。

## 死者数・犠牲者数
シベリアやカザフスタンの厳しい気候、病気や感染症、毎日最大12時間もの労働搾取、劣悪な住環境により強制移送となった者の死者数は非常に多くなった。すべての強制移送に伴う死者数は80万人から最大150万人であるとされている。下記表では、死者数の総計は約112万人から191万人として推計される。
NKVDの公文書からも強制移送された民族の死亡率は高く、メスヘティア・トルコ人では死亡率14.6%、カルムイク人では17.4%、クリミア出身者では19.6%、チェチェン人やイングーシ人など北コーカサス出身者では23.7%にのぼった またNKVDは過少に記録していたが、強制移送された朝鮮人の死亡率は10% から16.3%であると推定されている。
| 民族                             | 推計死者数              | 脚注                 |
| -------------------------------- | ----------------------- | -------------------- |
| クラーク （1930 - 1937年）       | 389,521                 | [ 72 ]               |
| チェチェン人                     | 100,000 - 400,000人     | [ 73 ] [ 74 ]        |
| ポーランド人                     | 90,000人                | [ 75 ]               |
| 朝鮮人(高麗人)                   | 16,500 - 40,000人       | [ 70 ] [ 76 ] [ 77 ] |
| エストニア人                     | 5,400人                 | [ 78 ]               |
| ラトビア人                       | 17,400人                | [ 78 ]               |
| リトアニア人                     | 28,000人                | [ 79 ]               |
| フィン人                         | 18,800人                | [ 80 ]               |
| ハンガリー人                     | 15,000 - 20,000人       | [ 81 ]               |
| カラチャイ人                     | 13,100 - 19,000人       | [ 69 ] [ 77 ]        |
| 在ソビエトドイツ人               | 42,823 - 228,800人      | [ 82 ] [ 69 ]        |
| オーデル・ナイセ線以東のドイツ人 | 300,000 - 360,000人     | [ 12 ]               |
| カルムイク人                     | 12,600 - 16,000人       | [ 69 ] [ 80 ] [ 77 ] |
| イングーシ人                     | 20,300 - 23,000人       | [ 69 ] [ 77 ]        |
| バルカル人                       | 7,600 - 11,000人        | [ 69 ] [ 80 ] [ 77 ] |
| クリミア・タタール人             | 34,300 - 195,471人      | [ 69 ] [ 83 ] [ 84 ] |
| メスヘティア・トルコ人           | 12,859 - 50,000人       | [ 69 ] [ 77 ] [ 85 ] |
| 合計                             | 1,124,203 - 1,912,392人 |                      |

歴史学者オーランドー・ファイジズによれば、スターリン体制下の被害者、つまり銃殺された人、強制収容所に収容された人、特殊居住地に移送されたクラーク、奴隷労働を強制された人、強制移住の対象となった少数民族などの総数は控えめにみつもっても2500万人と推計される。これは1941年当時のソ連の人口2億人の8分の1にあたる。しかし、ここには飢饉の犠牲者や戦死者など戦争犠牲者は含まれない。
M.エルマンは、1934-53年の期間に、グラーグ管理下の労働収容所に収容された囚人を1875万人とし、処刑された人は100万人以上、労働軍その他グラグの強制労働組織に編入された人は200万、強制移住の対象となった少数民族は500万、1928年以降にクラークとして抑圧された人は1000万人と計算する。これらを合計すれば3675万人となるが、ここから複数回収容された人を差し引けば、ファイジズの推計2500万人は実態よりも控えめとなる。

## ソ連による強制移送の一覧
| 期間                               | 対象 | 推定人数                                                                 | 元の居住地 | 移送先                                                                                             | 補足 |
| ---------------------------------- | --- | ------------------------------------------------------------------------ | --- | -------------------------------------------------------------------------------------------------- | --- |
| 1920年4月                          | コサック, テレク・コサック                                                                                        | 45,000人                                                                 | 北コーカサス | ウクライナSSR、ロシア北部                                                                          | コサック解体やロシア人の北コーカサス入植を止めるために行われた。                                                                     |
| 1930年 - 1937年                    | クラーク | 1,679,528- 1,803,392                                                     | ロシア、ウクライナなど | ロシア北部、ウラル地域、シベリア、北コーカサス、カザフASSR, キルギスASSR                           | 農業集団化の過程で強制移送された。1930年 - 1931年には1,679,528- 1,803,392人が追放されたと言われる。                                  |
| 1932年11月 - 12月                  | 農民 | 45,000人                                                                 | クラスノダール地方(ロシアSFSR) | ロシア北部                                                                                         | サボタージュのため強制移送された。                                                                                                   |
| 1933年5月                          | 国内パスポートの発給を受けられなかったモスクワ、レニングラード在住者                                              | 6,000人                                                                  | モスクワ、レニングラード | ナジノ島                                                                                           | モスクワやレニングラードから生産的・事務的な業務を行っていない者やクラーク、犯罪者、反社会主義、反社会的な者の粛清を目的に行われた。 |
| 1935年2月 - 5月、1941年9月、1942年 | イングリア・フィン人                                                                                              | 420,000人                                                                | レニングラード州(ロシアSFSR)、カレリア(ロシアSFSR) | ヴォログダ州(ロシアSFSR)、西シベリア, カザフSSR、タジクSSR、シベリア、アストラハン州、フィンランド | |
| 1935年2月 - 3月                    | 在ソビエトドイツ人、ポーランド人                                                                                  | 412,000人                                                                | ウクライナ中央部、ウクライナ西部 | ウクライナ東部                                                                                     | |
| 1936年5月                          | 在ソビエトドイツ人、ポーランド人                                                                                  | 45,000人                                                                 | ウクライナの国境周辺地域 | カザフSSR                                                                                          | |
| 1937年7月                          | クルド人 | 1,325人                                                                  | グルジア・ソビエト社会主義共和国、アゼルバイジャン・ソビエト社会主義共和国、アルメニア・ソビエト社会主義共和国、トルクメンSSR, ウズベクSSR、タジクSSR | カザフSSR、キルギスSSR                                                                             | |
| 1937年9月 - 10月                   | 極東ロシアの朝鮮人（高麗人）                                                                                      | 172,000人                                                                | 極東ロシア | カザフSSR北部、ウズベクSSR                                                                         | |
| 1937年9月 - 10月                   | 中国人、ハルビン出身のロシア人                                                                                    | 9,000人                                                                  | 極東ロシア南部 | カザフSSR、ウズベクSSR                                                                             | |
| 1938年                             | イラン系ユダヤ人                                                                                                  | 6,000人                                                                  | マル州 (トルクメンSSR) | トルクメンSSR北部の砂漠地帯                                                                        | |
| 1938年1月                          | アゼルバイジャン人、イラン人、クルド人、アッシリア人                                                              | 6,000人                                                                  | アゼルバイジャンSSR | カザフSSR                                                                                          | イラン国籍保持のため移送 |
| 1940年1月 - 1941年                 | ポーランド人、ユダヤ人、ウクライナ人 (ポーランドからの難民含む)                                                   | 320,000人                                                                | ウクライナSSR西部、ベラルーシSSR西部 | ロシア北部、ウラル地域、シベリア、カザフSSR、ウズベクSSR                                           | |
| 1940年6月 - 1953年                 | エストニア人、ラトビア人、リトアニア人                                                                            | 203,590人                                                                | エストニア、ラトビア、リトアニア | シベリア、アルタイ地方                                                                             | |
| 1941年9月 - 1942年3月              | ヴォルガ・ドイツ人、クリミア・ドイツ人、コーカサス・ドイツ人などのソビエト国内のドイツ人                          | 855,674人                                                                | ポヴォルジェ(沿ヴォルガ川地域)、コーカサス地域、クリミア、ウクライナ、モスクワ、ロシアSFSR中央部                                                      | カザフSSR、シベリア                                                                                | |
| 1943年                             | カラチャイ人 | 69,267                                                                   | カラチャイ・チェルケス自治州(ロシアSFSR)、スタヴロポリ地方(ロシアSFSR)                                                                                | カザフSSR、キルギスSSRなど                                                                         | 盗賊行為などのために移送 |
| 1943年12月                         | カルムイク人 | 93,139人                                                                 | カルムイクASSR(ロシアSFSR) | カザフSSR、シベリア                                                                                | |
| 1944年2月                          | チェチェン人、イングーシ人                                                                                        | 478,479人                                                                | 北コーカサス | カザフSSR、キルギスSSR                                                                             | チェチェン反乱（1940年 - 1944年） |
| 1944年4月                          | クルド人、アゼルバイジャン人                                                                                      | 3,000人                                                                  | トビリシ (グルジアSSR) | グルジアSSR南部                                                                                    | |
| 1944年5月                          | バルカル人 | 37,406人-40,900                                                          | 北コーカサス | カザフSSR、キルギスSSR                                                                             | |
| 1944年5月                          | クリミア・タタール人                                                                                              | 191,014                                                                  | クリミアASSR(ロシアSFSR) | ウズベクSSR                                                                                        | |
| 1944年5-6月                        | ギリシャ人、ブルガリア人、アルメニア人、トルコ人                                                                  | 37,080人 (アルメニア人9,620人、ブルガリア人12,040人、ギリシャ人15,040人) | クリミアASSR(ロシアSFSR) | 恐らくウズベクSSR                                                                                  | |
| 1944年6月                          | カバルド人 | 2,000人                                                                  | カバルダ・バルカルASSR(ロシアSFSR) | カザフSSR南部                                                                                      | ナチスへの協力のため移送 |
| 1944年7月                          | カタコンベ系諸正教会信徒                                                                                          | 1,000人                                                                  | ロシアSFSR中央部 | シベリア                                                                                           | |
| 1944年11月                         | メスヘティア・トルコ人、クルド人、ヘムシン人、ポントス人、カラパパク人、ラズ人などグルジアSSR南西部国境地域の住民 | 115,000人                                                                | グルジアSSR南西部 | ウズベクSSR、カザフSSR、キルギスSSR                                                                | |
| 1944年11月 - 1945年1月             | ウクライナのハンガリー人, ドイツ人                                                                                | 30,000〜40,000人                                                         | ハンガリー領カルパティア・ルテニア | ウラル地域、ドンバス、ベラルーシSSR                                                                | |
| 1945年1月                          | ナチスへの協力者や内通者                                                                                          | 2,000人                                                                  | ミネラーリヌィエ・ヴォードィ (ロシアSFSR) | タジクSSR                                                                                          | |
| 1944年 - 1953年                    | ウクライナ蜂起軍構成員の家族                                                                                      | 204,000人                                                                | ウクライナ西部 | シベリア                                                                                           | |
| 1944年 - 1953年                    | ポーランド人 | 1,240,000人                                                              | クレスィ（ポーランドとの国境地帯） | 第二次大戦後のポーランドの領域                                                                     | ソ連が戦後獲得した地域からの住民の追放に伴う                                                                                         |
| 1945年 - 1950年                    | ドイツ人 | 数十万人                                                                 | ケーニヒスベルク | ドイツ中央部、ドイツ西部                                                                           | ソ連が戦後獲得した地域からの住民の追放に伴う                                                                                         |
| 1945年 - 1951年                    | 日本人、朝鮮人 | 400,000人                                                                | 南樺太、千島列島など | 日本、北朝鮮、極東ロシア、シベリア                                                                 | ソ連が戦後獲得した地域からの住民の追放に伴う                                                                                         |
| 1948年 - 1951年                    | アゼルバイジャン人                                                                                                | 100,000人                                                                | アルメニアSSR | クラ・アラス低地、アゼルバイジャンSSR                                                              | 集団農場の労働者を再定住させるための措置                                                                                             |
| 1949年5月 - 6月                    | ギリシャ人、アルメニア人、トルコ人                                                                                | 57,680人 (そのうち15,485人はダシナク党員)                                | ロシアSFSRの黒海沿岸の地域、南コーカサス | 南カザフスタン                                                                                     | 民族主義政党であるダシナク党の党籍を持っていた者やトルコ、ギリシャの国籍保持のため移送                                               |
| 1951年3月                          | バスマチ蜂起の反乱者                                                                                              | 2,795人                                                                  | タジクSSR | カザフSSR北部                                                                                      | |
| 1951年4月                          | エホバの証人信徒                                                                                                  | 8,576人 - 9,500人                                                        | モルダヴィアSSR、ウクライナSSR] | 西シベリア                                                                                         | Operation Northに伴う措置 |
| 1920年 - 1951年                    | 合計 | 〜20,296,000人                                                           | | | |

## ジェノサイドとしての認定に関する議論

### 歴史学
ロシアの歴史家のパーヴェル・ポリャンやエール大学の准研究員Violeta Davoliūtėらの歴史家は民間人の大規模な強制移送が人道に対する罪にあたるとしている。また、ソビエトによる民族浄化にあたるとみなす歴史家もいる。 

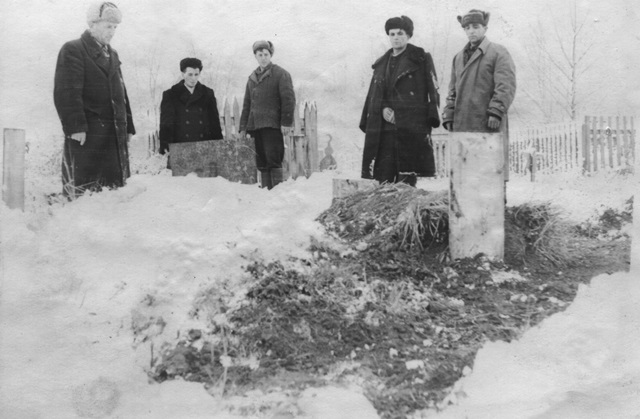
追放されたクリミア・タタール人の葬儀(クラスノヴィシェスク,1944年暮れ)

さらに、クリミア・タタール人、チェチェン人、イングーシ人の追放をジェノサイドとみなす動きを見せる国や学者もいる。ポーランド系ユダヤ人弁護士で、「ジェノサイド」の語を発案したラファエル・レムキンはチェチェン人、イングーシ人、ヴォルガ・ドイツ人、クリミア・タタール人、カルムイク人、カラチャイ人の大規模な移送によってジェノサイドが実行されたと考えた。Lyman H. Legters教授が主張するには、「再移住制度と結びついたソビエトの刑罰制度は特に特定の民族に重い刑罰が科されたためにジェノサイドとみなすべきで、特定の故郷に生死が左右されるようなこれらの民族を移住させることは故郷への帰還でしか修復が不可能なジェノサイド的な効果を持っていた。」という。ソビエトの反体制派のIlya Gabayとピョートル・グリゴレンコは共に、クリミア・タタール人追放をジェノサイドとしている。 歴史家のティモシー・スナイダーも強制移送を「ジェノサイドの基準を満たす」ソビエトの政策の一覧に含めている。共産主義研究家でフランス人歴史家のニコラ・ヴェルト、ドイツ人歴史家のPhilipp Ther、Anthony James Joes教授、アメリカ人ジャーナリストEric Margolis、カナダ人政治学者Adam Jones、マサチューセッツ大学ダートマス校のイスラム歴史学者のBrian Glyn Williams、学者のMichael Fredholm、Fanny E. Bryanもチェチェン人とイングーシ人の追放がジェノサイドの罪であるとしている。ドイツ人調査報道官のLutz Klevemanはチェチェン人とイングーシ人の追放を「鈍重なジェノサイド」となぞらえた。
アメリカ合衆国ホロコースト記念博物館の学者は1944年の一連の出来事を引き合いに出して、ジェノサイドの可能性があるとし、大量殺戮のウォッチリストにチェチェン人の追放を含めた。 チェチェン共和国の分離主義者もチェチェン人の追放をジェノサイドとみなしている。
一方、一連の追放をジェノサイドとみなすのに否定的な学者もいる。学者のAlexander Statievはスターリン政権は強制移送が様々な民族を絶滅させる意図は無かったが、ソ連の政治文化、貧弱な計画、性急さ、戦時の物資欠乏によって追放者の死亡率が大量殺戮的のようになったと主張する。 彼はまたソビエトにとって強制移送が望ましくない民族を同化する一手段であったとしている。 学者のAmir Weinerによれば、 "政府が根絶しようと試みたのは(少数民族の)領域的なアイデンティティであり、物理的な存在や画然な民族意識ではなかった。"という。 学者のFrancine Hirschによれば、"ソビエト政権は差別や社会的排除を目的とした政策を実行したが、同時期に考えられていた人種政治を実践したのではなかった。"とし、大規模な追放は民族を"意識を共有する社会史的な集団であり、人種生物学的な集団ではない"という概念に基づいていたという。その視点とは対照的にJon K. Changは強制移送は事実として民族に基づいて行われおり、西欧の「社会史家」はソ連で軽んじられた民族の権利を擁護できなかったと主張している。

### ペレストロイカのソ連
ペレストロイカ時代、ソビエト連邦の崩壊直前の1991年4月26日にロシア・ソビエト連邦社会主義共和国最高会議は、ボリス・エリツィン議長の下で抑圧された人々の名誉回復のための法を定め、その第2条では"スターリンの政策は名誉棄損でジェノサイドにあたる"と非難した。

### 欧州議会
クリミア・タタール人追放とチェチェン人とイングーシ人の追放では死亡率が高くなり、ウクライナなどの国々やヨーロッパ議会ではジェノサイドの認定を受けている。 
欧州議会は2004年にチェチェン人とイングーシ人の強制移送をジェノサイドに認定した。

### ウクライナ
2015年12月12日、ウクライナ最高議会はクリミア・タタール人の追放をジェノサイドに認定し、5月18日を「クリミア・タタール人虐殺の犠牲者を追悼する日」とする決議を行った。

### ラトビア
ラトビアの議会であるサエイマでも2019年5月9日にクリミア・タタール人虐殺をジェノサイドと認めている。

### リトアニア
リトアニアの国家議会であるセイマスでは2019年6月6日にクリミア・タタール人虐殺をジェノサイドと認めている。

### カナダ
カナダ議会でもクリミア・タタール人追放をジェノサイドと認定し、5月18日を追悼の日とする動議を2019年6月10日に可決している。

## 関連図書
- Polian, Pavel (Павел Полян), Deportations in the USSR: An index of operations with list of corresponding directives and legislation, Russian Academy of Science.
- Павел Полян, Не по своей воле... (Pavel Polyan, Not by Their Own Will... A History and Geography of Forced Migrations in the USSR), ОГИ Мемориал, Moscow, 2001, ISBN 5-94282-007-4
- 28 августа 1941 г. Указ Президиума Верховного Совета СССР "О выселении немцев из районов Поволжья".
- 1943 г. Указ Президиума Верховного Совета СССР "О ликвидации Калмыцкой АССР и образовании Астраханской области в составе РСФСР". *Постановление правительства СССР от 12 января 1949 г. "О выселении с территории Литвы, Латвии и Эстонии кулаков с семьями, семей бандитов и националистов, находящихся на нелегальном положении, убитых при вооруженных столкновениях и осужденных, легализованных бандитов, продолжающих вести вражескую работу, и их семей, а также семей репрессированных пособников и бандитов"
- Указ Президиума Верховного Совета СССР от 13 декабря 1955 г. "О снятии ограничений в правовом положении с немцев и членов их семей, находящихся на спецпоселении".
- 17 марта 1956 г. Указ Президиума Верховного Совета СССР   "О снятии ограничений в правовом положении с калмыков и членов их семей, находящихся на спецпоселении".
- 1956 г. Постановление ЦК КПСС "О восстановлении национальной автономии калмыцкого, карачаевского, балкарского, чеченского и ингушского народов".
- 29 августа 1964 г. Указ Президиума Верховного Совета СССР  "О внесении изменений в Указ Президиума Верховного Совета СССР от 28 августа 1941 г. о переселении немцев, проживающих в районах Поволжья".
- 1991 г: Laws of Russian Federation: "О реабилитации репрессированных народов",  "О реабилитации жертв политических репрессий".